# Новосёлковское сельское поселение (Ивановская область)
Новосёлковское сельское поселение — муниципальное образование в западной части Гаврилово-Посадского района Ивановской области с центром в селе Новосёлка.

## История
Новосёлковское сельское поселение образовано 11 января 2005 года в соответствии с Законом Ивановской области № 4-ОЗ.
7 мая 2013 года в соответствии с Законом Ивановской области № 29-ОЗ к Новосёлковскому сельскому поселению было присоединено Лобцовское сельское поселение.

## Население
| 2002  | 2010  | 2011  | 2012  | 2013  | 2014  | 2015  |
| ----- | ----- | ----- | ----- | ----- | ----- | ----- |
| 1531  | ↘1317 | ↘1308 | ↘1307 | ↗1310 | ↗1557 | ↘1504 |
| 2016  | 2017  | 2018  | 2019  | 2020  | 2021  |       |
| ↘1466 | ↘1422 | ↘1378 | ↘1364 | ↘1316 | ↘1059 |       |

## Состав сельского поселения
| №  | Населённый пункт | Тип населённого пункта       | Население |
| -- | ---------------- | ---------------------------- | --------- |
| 1  | Бережок          | село                         | ↘249      |
| 2  | Бурачиха         | деревня                      | ↘0        |
| 3  | Быстри           | деревня                      | ↘2        |
| 4  | Василево         | деревня                      | ↘6        |
| 5  | Глумово          | село                         | ↘105      |
| 6  | Дубровка         | село                         | ↘39       |
| 7  | Иваньково        | деревня                      | ↘0        |
| 8  | Иваньковский     | село                         | ↘387      |
| 9  | Кощеево          | село                         | ↘27       |
| 10 | Красково         | деревня                      | ↘4        |
| 11 | Лобцово          | село                         | ↘79       |
| 12 | Мальтино         | деревня                      | ↘19       |
| 13 | Мирславль        | село                         | ↘102      |
| 14 | Мытищи           | деревня                      | ↘3        |
| 15 | Мышкино          | деревня                      | ↘4        |
| 16 | Наталиха         | деревня                      | ↘50       |
| 17 | Новая            | деревня                      | ↘5        |
| 18 | Новосёлка        | село, административный центр | ↘350      |
| 19 | Петряиха         | деревня                      | ↘9        |
| 20 | Печищи           | деревня                      | ↘6        |
| 21 | Свозня           | село                         | ↘32       |
| 22 | Студенец         | деревня                      | ↘12       |
| 23 | Теряево          | деревня                      | ↘7        |
| 24 | Уронда Большая   | деревня                      | ↘30       |
| 25 | Холодиха         | деревня                      | ↘7        |
| 26 | Ярдениха         | деревня                      | ↘91       |

## Современное состояние
В было поселении расположено 3 школы, 3 дома культуры, 2 библиотеки, 3 почтовых узла связи. Функционируют 2 сельскохозяйственных кооператива — «Труд» и «Авангард».